# Pterocyclophora hampsoni
Pterocyclophora hampsoni är en fjärilsart som beskrevs av Semper 1900. Pterocyclophora hampsoni ingår i släktet Pterocyclophora och familjen nattflyn. Inga underarter finns listade.